# 怀尔德伍德 (佛罗里达州)
怀尔德伍德（英語：Wildwood）是美国佛罗里达州下属的一座城市，建立于1877年。面积约为13.4平方公里（约合5.2平方英里）。根据2020年美國人口普查，该市有人口15,730人。论人口在本州排行第218。